# Nikita Bogosłowski
Nikita Władimirowicz Bogosłowski (ros. Ники́та Влади́мирович Богосло́вский; ur. 9 maja?/22 maja 1913 w Petersburgu, zm. 4 kwietnia 2004 w Moskwie) – radziecki kompozytor, dyrygent. Ludowy Artysta ZSRR (1983).
Pochowany na Cmentarzu Nowodziewiczym w Moskwie.

## Wybrana muzyka filmowa

### Filmy fabularne
- 1939: Wielkie życie
- 1943: Dwaj żołnierze
- 1960: Zmartwychwstały po raz trzeci
- 1961: Bimbrownicy
- 1961: Pies Barbos i niezwykły cross
- 1971: Hallo, Warszawa!
- 1972: Jeździec bez głowy

### Filmy animowane
- 1939: Limpopo
- 1944: Orzeł i kret
- 1944: Sikorka
- 1955: Choinka
- 1955: Co to za ptak?
- 1958: Piotruś i Czerwony Kapturek
- 1960: O wozie, co każde koło miał inne
- 1960: To ja narysowałem ludzika
- 1964: Calineczka
- 1966: O hipopotamie, który bał się szczepień
- 1968: Koziołek liczy do dziesięciu
- 1970: Możemy to zrobić

## Nagrody i odznaczenia
- Ludowy Artysta RFSRR (1973)
- Ludowy Artysta ZSRR (1983)
- Order Za Zasługi dla Ojczyzny III klasy (2003)

Źródło: